# Acer stenolobum
Acer stenolobum é uma espécie de árvore do gênero Acer, pertencente à família Aceraceae.